# Grand Prix ISU di pattinaggio di figura 2022-2023
Il Grand Prix ISU di pattinaggio di figura 2022-2023 è la 28ª edizione della competizione. È iniziato il 21 ottobre 2022 e si è concluso l'11 dicembre 2022. La finale si è svolta a Torino, in Italia.

## Calendario
| Gara | Nome dell'evento           | Sede        | Date             |
| ---- | -------------------------- | ----------- | ---------------- |
| 1    | Skate America              | Norwood     | 21 - 23 ottobre  |
| 2    | Skate Canada International | Mississauga | 28 - 30 ottobre  |
| 3    | Grand Prix de France       | Angers      | 4 - 6 novembre   |
| 4    | MK John Wilson Trophy      | Sheffield   | 11 - 13 novembre |
| 5    | Trofeo NHK                 | Sapporo     | 18 - 20 novembre |
| 6    | Grand Prix of Espoo        | Espoo       | 25 - 27 novembre |
| 7    | Grand Prix Final           | Torino      | 8 - 11 dicembre  |

## Risultati

### Singolo maschile
| Evento                | Oro              | Argento          | Bronzo        |
| Skate America         | Ilia Malinin     | Kao Miura        | Cha Jun-hwan  |
| Skate Canada          | Shōma Uno        | Kao Miura        | Matteo Rizzo  |
| Grand Prix de France  | Adam Siao Him Fa | Sōta Yamamoto    | Kazuki Tomono |
| MK John Wilson Trophy | Daniel Grassl    | Deniss Vasiļjevs | Shun Satō     |
| Trofeo NHK            | Shōma Uno        | Sōta Yamamoto    | Cha Jun-hwan  |
| Grand Prix of Espoo   | Ilia Malinin     | Shun Satō        | Kevin Aymoz   |

### Singolo femminile
| Evento                | Oro             | Argento         | Bronzo              |
| Skate America         | Kaori Sakamoto  | Isabeau Levito  | Amber Glenn         |
| Skate Canada          | Rinka Watanabe  | Starr Andrews   | You Young           |
| Grand Prix de France  | Loena Hendrickx | Kim Ye-lim      | Rion Sumiyoshi      |
| MK John Wilson Trophy | Mai Mihara      | Isabeau Levito  | Anastasija Gubanova |
| Trofeo NHK            | Kim Ye-lim      | Kaori Sakamoto  | Rion Sumiyoshi      |
| Grand Prix of Espoo   | Mai Mihara      | Loena Hendrickx | Mana Kawabe         |

### Coppie
| Evento                | Oro                                      | Argento                                  | Bronzo                                |
| Skate America         | Alexa Knierim / Brandon Frazier          | Deanna Stellato-Dudek / Maxime Deschamps | Kelly-Ann Laurin / Loucas Éthier      |
| Skate Canada          | Riku Miura / Ryūichi Kihara              | Emily Chan / Spencer Akira Howe          | Sara Conti / Niccolò Macii            |
| Grand Prix de France  | Deanna Stellato-Dudek / Maxime Deschamps | Camille Kovalev / Pavel Kovalev          | Annika Hocke / Robert Kunkel          |
| MK John Wilson Trophy | Alexa Knierim / Brandon Frazier          | Sara Conti / Niccolò Macii               | Letizia Roscher / Luis Schuster       |
| Trofeo NHK            | Riku Miura / Ryūichi Kihara              | Emily Chan / Spencer Akira Howe          | Brooke McIntosh / Benjamin Mimar      |
| Grand Prix of Espoo   | Rebecca Ghilardi / Filippo Ambrosini     | Alisa Efimova / Ruben Blommaert          | Anastasija Metëlkina / Daniil Parkman |

### Danza sul ghiaccio
| Evento                | Oro                                          | Argento                                      | Bronzo                                |
| Skate America         | Madison Chock / Evan Bates                   | Kaitlin Hawayek / Jean-Luc Baker             | Marie-Jade Lauriault / Romain Le Gac  |
| Skate Canada          | Piper Gilles / Paul Poirier                  | Lilah Fear / Lewis Gibson                    | Marjorie Lajoie / Zachary Lagha       |
| Grand Prix de France  | Charlène Guignard / Marco Fabbri             | Laurence Fournier Beaudry / Nikolaj Sørensen | Evgenija Loparëva / Geoffrey Brissaud |
| MK John Wilson Trophy | Charlène Guignard / Marco Fabbri             | Lilah Fear / Lewis Gibson                    | Marjorie Lajoie / Zachary Lagha       |
| Trofeo NHK            | Laurence Fournier Beaudry / Nikolaj Sørensen | Madison Chock / Evan Bates                   | Caroline Green / Michael Parsons      |
| Grand Prix of Espoo   | Piper Gilles / Paul Poirier                  | Kaitlin Hawayek / Jean-Luc Baker             | Juulia Turkkila / Matthias Versluis   |

## Finale
Alla finale sono stati ammessi i primi sei classificati di ogni specialità.

### Singolo maschile
| Pos. | Nome          | Nazione     | Totale | PC | PC    | PL | PL     |
| ---- | ------------- | ----------- | ------ | -- | ----- | -- | ------ |
| 1    | Shōma Uno     | Giappone    | 304.46 | 1  | 99.99 | 1  | 204.47 |
| 2    | Sōta Yamamoto | Giappone    | 274.35 | 2  | 94.86 | 3  | 179.49 |
| 3    | Ilia Malinin  | Stati Uniti | 271.94 | 5  | 80.10 | 2  | 191.84 |
| 4    | Shun Satō     | Giappone    | 250.16 | 6  | 76.62 | 4  | 173.54 |
| 5    | Kao Miura     | Giappone    | 245.74 | 3  | 87.07 | 6  | 158.67 |
| 6    | Daniel Grassl | Italia      | 244.97 | 4  | 80.40 | 5  | 164.57 |

### Singolo femminile
| Pos. | Nome            | Nazione       | Totale | PC | PC    | PL | PL     |
| ---- | --------------- | ------------- | ------ | -- | ----- | -- | ------ |
| 1    | Mai Mihara      | Giappone      | 208.17 | 2  | 74.58 | 1  | 133.59 |
| 2    | Isabeau Levito  | Stati Uniti   | 197.23 | 5  | 69.26 | 2  | 127.97 |
| 3    | Loena Hendrickx | Belgio        | 196.35 | 3  | 74.24 | 4  | 122.11 |
| 4    | Rinka Watanabe  | Giappone      | 196.01 | 4  | 72.58 | 3  | 123.43 |
| 5    | Kaori Sakamoto  | Giappone      | 192.56 | 1  | 75.86 | 6  | 166.70 |
| 6    | Kim Ye-lim      | Corea del Sud | 180.58 | 6  | 61.55 | 5  | 119.03 |

### Coppie
| Pos. | Nome                                     | Nazione     | Totale | PC | PC    | PL | PL     |
| ---- | ---------------------------------------- | ----------- | ------ | -- | ----- | -- | ------ |
| 1    | Riku Miura / Ryūichi Kihara              | Giappone    | 214.58 | 1  | 78.08 | 1  | 136.50 |
| 2    | Alexa Knierim / Brandon Frazier          | Stati Uniti | 213.28 | 2  | 77.65 | 2  | 135.63 |
| 3    | Sara Conti / Niccolò Macii               | Italia      | 187.02 | 4  | 67.30 | 3  | 119.72 |
| 4    | Deanna Stellato-Dudek / Maxime Deschamps | Canada      | 184.28 | 3  | 69.34 | 5  | 114.94 |
| 5    | Rebecca Ghilardi / Filippo Ambrosini     | Italia      | 180.39 | 5  | 63.54 | 4  | 116.85 |
| 6    | Emily Chan / Spencer Akira Howe          | Stati Uniti | 162.91 | 6  | 53.85 | 6  | 109.06 |

### Danza sul ghiaccio
| Pos. | Nome                                         | Nazione       | Totale | PC | PC    | PL | PL     |
| ---- | -------------------------------------------- | ------------- | ------ | -- | ----- | -- | ------ |
| 1    | Piper Gilles / Paul Poirier                  | Canada        | 215.64 | 1  | 85.93 | 1  | 129.71 |
| 2    | Madison Chock / Evan Bates                   | Stati Uniti   | 211.94 | 2  | 85.49 | 2  | 126.45 |
| 3    | Charlène Guignard / Marco Fabbri             | Italia        | 206.84 | 3  | 84.55 | 3  | 122.29 |
| 4    | Lilah Fear / Lewis Gibson                    | Gran Bretagna | 200.90 | 5  | 80.75 | 4  | 120.15 |
| 5    | Kaitlin Hawayek / Jean-Luc Baker             | Stati Uniti   | 198.06 | 6  | 79.50 | 5  | 118.56 |
| 6    | Laurence Fournier Beaudry / Nikolaj Sørensen | Canada        | 196.15 | 4  | 83.16 | 6  | 112.99 |

## Medagliere per nazione
| Pos.   | Nazione       | Oro | Argento | Bronzo | Totale |
| ------ | ------------- | --- | ------- | ------ | ------ |
| 1      | Giappone      | 11  | 7       | 5      | 23     |
| 2      | Stati Uniti   | 5   | 11      | 3      | 19     |
| 3      | Canada        | 5   | 2       | 5      | 12     |
| 4      | Italia        | 4   | 1       | 4      | 9      |
| 5      | Corea del Sud | 1   | 1       | 3      | 5      |
| 6      | Francia       | 1   | 1       | 2      | 4      |
| 7      | Belgio        | 1   | 1       | 1      | 3      |
| 8      | Gran Bretagna | 0   | 2       | 0      | 2      |
| 9      | Germania      | 0   | 1       | 2      | 3      |
| 10     | Lettonia      | 0   | 1       | 0      | 1      |
| 11     | Georgia       | 0   | 0       | 2      | 2      |
| 12     | Finlandia     | 0   | 0       | 1      | 1      |
| Totale | Totale        | 28  | 28      | 28     | 84     |